# Cessna 182
Il Cessna 182 Skylane è un aereo da turismo e da trasporto utility, monomotore, quadriposto, monoplano ad ala alta e a carrello d'atterraggio fisso, sviluppato dall'azienda aeronautica statunitense Cessna Aircraft negli anni cinquanta.
Prodotto inizialmente dal 1956 al 1985, nel 1996 la produzione venne ripresa con versioni aggiornate ed è, al marzo 2012, ancora in atto. Benché originariamente destinato al mercato dell'aviazione generale, ne vennero prodotte delle versioni specificatamente destinate al mercato militare.
Il modello viene inoltre realizzato su licenza in Argentina dalla Dirección Nacional de Fabricación e Investigación Aeronáutica (DINFIA) (designazione aziendale A182) e in Francia dalla Reims Aviation (designazione aziendale F-182).

## Storia del progetto
Il Cessna 182 venne introdotto nel 1956 come variante con carrello d'atterraggio triciclo anteriore del 180. Un anno più tardi, nel 1957, nel commercializzare la versione 182A l'azienda introdusse anche il nome Skylane. La produzione continuò negli anni successivi, introducendo con regolarità migliorie tecniche in numerosi particolari, tra le quali una fusoliera più ampia, modifiche alla deriva dell'impennaggio, introduzione di un finestrino posteriore "omni-visione", compartimento bagagli allargato, valori di peso carico più elevati, modifiche al carrello d'atterraggio. Le versioni rimesse in linea di produzione dopo il 1996 erano diverse in molti altri dettagli tra cui l'adozione di un diverso propulsore e un nuovo design dei sedili nella cabina di pilotaggio.
Dalla metà del 2013 Cessna pianificò di introdurre il nuovo modello del 182T, indicato come JT-A, utilizzando come propulsore l'SMA SR305-230, un motore a cilindri contrapposti quadricilindrico sovralimentato a ciclo Diesel da 227 hp (169 kW), alimentato da Jet-A, con un consumo orario di 41,64 L (11 US gal) e che consentiva una velocità di crociera di 287 km/h (155 kn). Le versioni a motore aspirato cessarono inizialmente di essere prodotte nel 2012, tuttavia l'azienda ritenne di reintrodurle nel 2015.

## Tecnica
L'impostazione generale del Cessna 182/Skyline ripropone quella del suo predecessore: cellula con struttura interamente metallica, con largo uso di leghe di alluminio, cabina di pilotaggio chiusa quadriposto, con due poltroncine su due file, velatura monoplana ad ala alta, con piano alare rinforzato da una coppia di aste di controvento, impennaggio convenzionale monoderiva e carrello d'atterraggio convenzionale fisso, del tipo triciclo anteriore.

## Utilizzatori

### Civili
Il Cessna 182 è utilizzato da privati, compagnie turistiche e piccole-medie aziende.
 Stati Uniti
- Civil Air Patrol

5 Cessna 182T ordinati a luglio 2020.
 Stati Uniti
- Condor Aviation

1 Cessna 182 Turbo Skylane in organico a giugno 2023.

### Militari

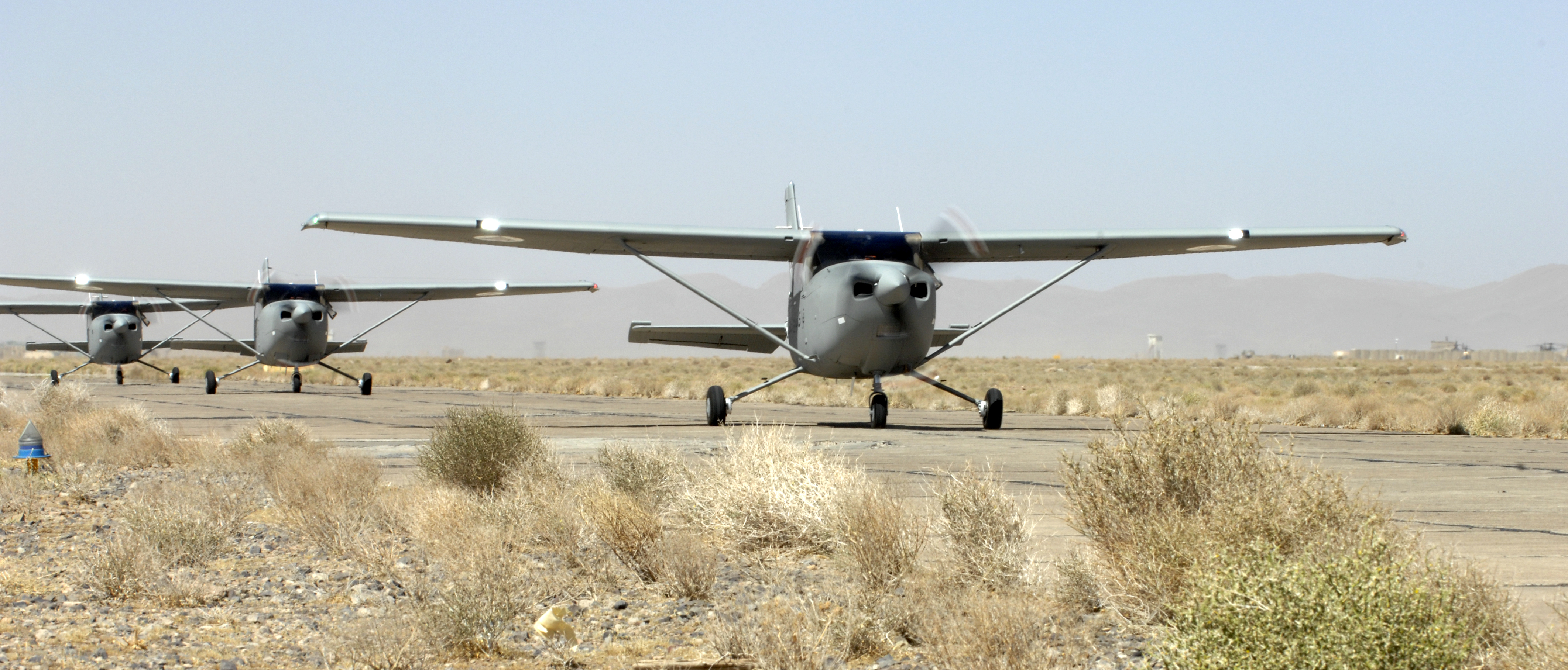
I 182T in forza alla De Afghan Hauai Quvah.

(lista parziale)
 Afghanistan
- De Afghan Hauai Quvah

sei esemplari, tre 182T consegnati nel settembre 2011, ancora in servizio a dicembre 2015.
 Canada
- Canadian Army

operò con 5 esemplari denominati L-182, ritirati nel 1970
 Rep. Dominicana
- Fuerza Aérea Dominicana

un Cessna 182 consegnato ed in servizio al giugno 2019.
 Indonesia
- Tentara Nasional Indonesia Angkatan Udara

3 Cessna 182K consegnati.
 Lesotho
- Lesotho Defense Force Air Wing

1 C182Q consegnato, in organico al settembre 2022, ma, probabilmente non più in grado di volare.
 Uruguay
- Armada Nacional

nel 1996 risultavano in servizio 3 esemplari impiegati nel ruolo di aereo da addestramento e da collegamento.